# Jan Hooks
Janice (Jan) Hooks (Decatur (Georgia), 23 april 1957 – Manhattan (New York), 9 oktober 2014) was een Amerikaanse actrice en comédienne.
Hooks werd in 1998 genomineerd voor een Primetime Emmy Award voor haar bijrol als de ordi Vicki Dubcek in de komedieserie 3rd Rock from the Sun, nadat ze in 1990 was genomineerd voor een American Comedy Award voor haar inbreng in het humoristische sketch-programma Saturday Night Live, waarin ze in meer dan honderd afleveringen speelde. Hooks maakte in 1980 haar acteerdebuut in een aflevering van de komedieserie The Bill Tush Show. Haar eerste filmrol volgde in 1985, als Tina in de familiekomedie Pee-wee's Big Adventure.
Jan Hooks overleed op 57-jarige leeftijd aan kanker. Ze werd begraven aan de Northview Cemetery in Cedartown.

## Filmografie
- Jiminy Glick in Lalawood (2004)
- Simon Birch (1998)
- A Dangerous Woman (1993)
- Coneheads (1993)
- Batman Returns (1992)
- Superman 50th Anniversary (1988, televisiefilm)
- Funland (1987)
- Wildcats (1986)
- Pee-wee's Big Adventure (1985)
- The Joe Piscopo Special (1984, televisiefilm)
- Prime Times (1983, televisiefilm)

## Televisieseries
*Exclusief eenmalige gastrollen
- 30 Rock - Verna Maroney (2010, twee afleveringen)
- The Simpsons - stem Manjula Nahasapeemapetilon (1997-2002, zes afleveringen)
- 3rd Rock from the Sun - Vicki Dubcek (1996-2000, zestien afleveringen)
- Hiller and Diller - Kate (1997, twee afleveringen)
- The Martin Short Show - Meg Harper Short (1994, drie afleveringen)
- Saturday Night Live - Verschillende (1986-1994, 101 afleveringen)
- Designing Women - Carlene Dobber (1991-1993, 45 afleveringen)
- Not Necessarily the News - Verschillende (1983-1984, 24 afleveringen)

- Library of Congress Control Number: no2005109418
- MusicBrainz: 4339ffb2-f494-4b8a-848f-f46cc121f292
- Virtual International Authority File: 68673579
- WorldCat: E39PBJtCGvWgmVv67JycQ6yDbd